# محمد مرادی
محمد مرادی فرح آبادی معروف به محمد مرادی(زاده ١٠ شهریور ماه ١٣٧۵ در  ساری  )  بازیکن ساروی تیم ملی فوتبال ساحلی ایران است که در پست مدافع بازی می‌کند.
او با تیم فوتبال ساحلی یک بار قهرمان مسابقات جام بین قاره ای که در کشور امارات شده‌است.
مرادی با تیم فوتبال ساحلی به مقام سومی جام جهانی فوتبال ساحلی ۲۰۱۷ که در کشور 
باهاما برگزار شد، دست یافت .
مرادی به عنوان پدیده سال جایزه گالای را دریافت کرد.
سابقه ۲ بار آقای گلی در لیگ برتر ایران  
MVP مسابقه بین المللی پرشین کاپ 
او هم‌اکنون عضو  تیم آداک نوشهر است